# بين شيرر
بين شيرر (بالإنجليزية: Ben Shearer)‏ هو رسام أسترالي، ولد في 1941.